# 首立地區醫療中心
首立地區醫療中心，中文通稱首立醫院，前稱約克縣醫院（York County Hospital），是加拿大安大略省新市的一所醫院。透過多次擴建及與多倫多大學、約克大學、麥瑪斯達大學及瑪嘉烈公主癌症中心的合作，該院已發展成為教學醫院及學術研究機構，專門提供先進的心臟、癌症及胸肺護理服務。

## 科室
- 關節炎護理
- 癌症護理
- 心臟護理
- 白內障手術
- 兒童和青少年進食失調
- 兒童精神健康服務
- 兒科及產期前後護理
- 胸肺外科